# Alexander H. Stephens

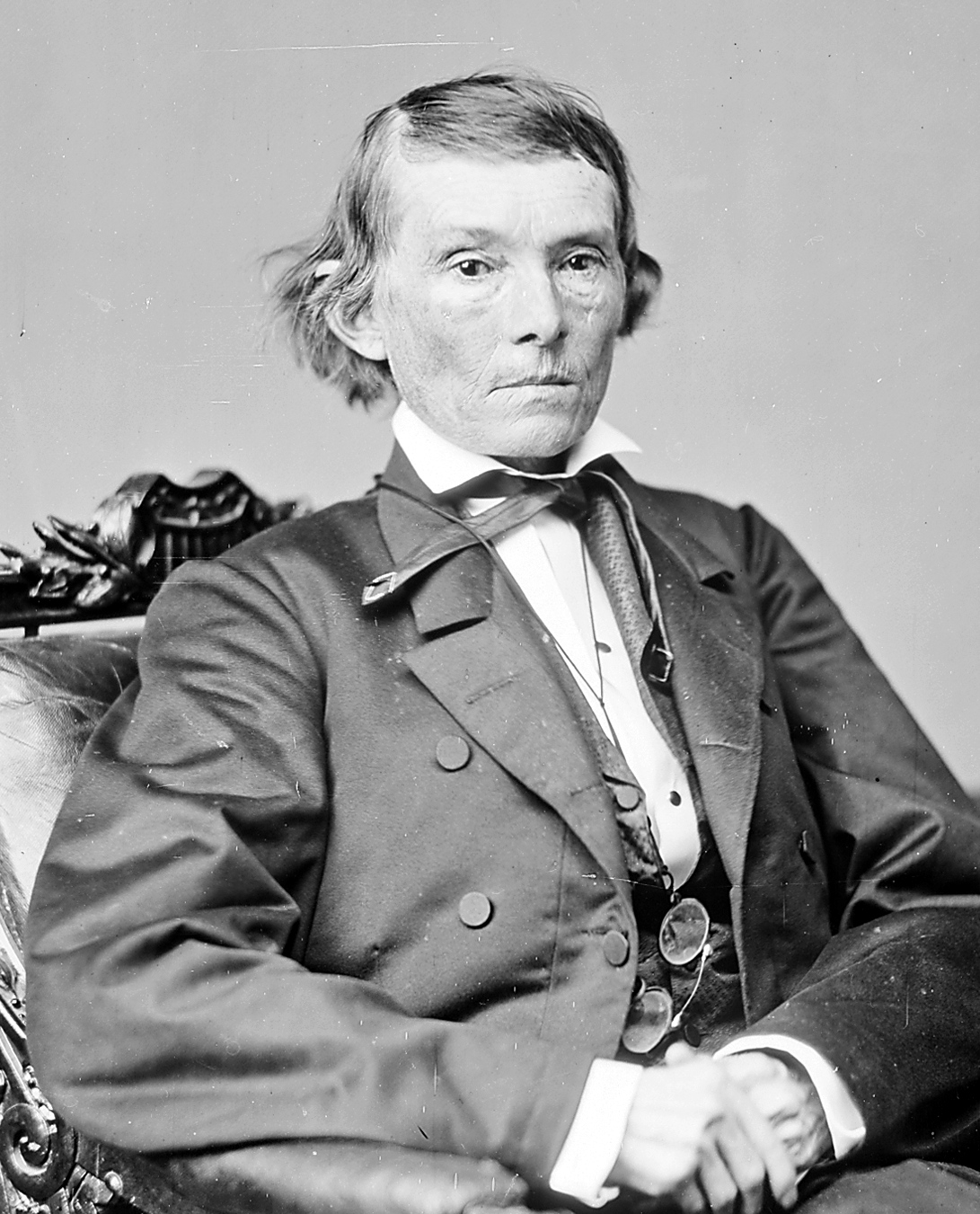
Alexander Hamilton Stephens

Alexander Hamilton Stephens (* 11. Februar 1812 in oder in der Nähe von Crawfordville, Taliaferro County, Georgia; † 4. März 1883 in Atlanta, Georgia) war ein US-amerikanischer Politiker und vom 11. Februar 1861 bis zum 11. Mai 1865 der Vizepräsident der Konföderierten Staaten von Amerika. Außerdem war er vom 4. November 1882 bis zum 4. März 1883 der 50. Gouverneur von Georgia.

## Leben
Alexander Hamilton Stephens wurde am 11. Februar 1812 geboren und wuchs in armen Verhältnissen auf. Seine Mutter starb bereits früh und sein Vater, als Stephens 14 Jahre alt war, sodass er bei Verwandten aufwuchs. Alexander Stephens studierte bis 1832 an der University of Georgia, die damals noch Franklin College hieß, und wurde Lehrer. Kurz darauf studierte er die Rechtswissenschaften, schloss als Bester in seinem Jahrgang ab, bekam 1834 seine Zulassung zur Anwaltskammer und ließ sich 1834 in Crawfordville als Jurist nieder, wo er auch gleichzeitig politisch aktiv war. Schon 1836 wurde er in das Repräsentantenhaus von Georgia gewählt; sein Mandat hielt er bis 1841, als er für ein Jahr in den Senat von Georgia gewählt wurde. Zum 2. Oktober 1843 erlangte er in Nachfolge von Mark Anthony Cooper als Mitglied der Whig Party einen Sitz im US-Repräsentantenhaus, schloss sich aber später der Demokratischen Partei an. Stephens stimmte 1854 für den Kansas-Nebraska Act und betrieb 1856 die Wahl James Buchanans zum US-Präsidenten.
Am 3. März 1859 schied er aus dem Kongress aus, weil er die extremen Ansichten der Sklavenhalterpartei nicht billigte, wie er 1861 auch anfangs gegen die Sezession war. Dennoch gehörte er in Georgia dem Gremium an, das 1861 die Sezession vorbereitete und wurde in den Kongress der Konföderation entsandt. Dort ließ er sich zum Vizepräsidenten der Konföderierten Staaten von Amerika (CS) wählen und bekleidete diesen Posten bis zu deren Untergang 1865. Durch Maßnahmen der Regierung von Jefferson Davis kam es zum Bruch mit diesem. Stephens ging zurück nach Georgia, wo er ein Anhänger von Joseph E. Brown, dem Gouverneur Georgias, wurde. Dort sabotierte er viele der Beziehungen der CS-Regierung zu diesem Staat. 1862 wurde er zum Führer der Opposition im CS-Kongress. Zusammen mit CS-Senator Robert Mercer Taliaferro Hunter und John Archibald Campbell, dem stellvertretenden CS-Kriegsminister, nahm er am 3. Februar 1865 als Delegierter an der erfolglosen Hampton-Roads-Konferenz mit Abgesandten der Union zur Beendigung des Bürgerkrieges teil.
Am 11. Mai 1865 wurde er auf seinem Besitz in Georgia auf Befehl der Nordstaaten verhaftet und nach Fort Warren bei Boston gebracht, nach fünf Monaten im Oktober 1865 aber wieder freigelassen. Daraufhin ließ er sich in Atlanta nieder. 1866 wurde er in den Senat der Vereinigten Staaten gewählt, konnte sein Amt aber nicht antreten.
Vom 1. Dezember 1873 bis zum 4. November 1882 war er erneut demokratisches Mitglied im Kongress und bemühte sich um die Versöhnung der Parteien. Im Gegensatz zu Jefferson Davis hat er seine Staatsbürgerschaft wohl nicht verloren. Er war Vorsitzender des Ausschusses für Zahlungsmittel, Gewichte und Maße (Committee on Coinage, Weights, and Measures). 1882 wurde er zum Gouverneur von Georgia gewählt. Er verstarb am 4. März 1883 im Alter von 71 Jahren in Atlanta, Georgia im Amt und wurde zunächst auf dem Oakland Cemetery beigesetzt. Heute findet sich sein Grab auf seinem ehemaligen, jetzt zu einem Museum umgestalteten Anwesen „Liberty Hall“ bei Crawfordville.

## Zitat
“Our new government is founded upon exactly the opposite idea; its foundations are laid, its cornerstone rests, upon the great truth that the negro is not equal to the white man; that slavery, subordination to the superior race, is his natural and normal condition. This, our new government, is the first, in the history of the world, based upon this great physical, philosophical, and moral truth.”

„Unsere neue Regierung wird auf genau der entgegengesetzten Idee gegründet; ihr Fundament wie ihre Eckpfeiler beruhen auf der großen Wahrheit, dass der Neger dem weißen Mann nicht ebenbürtig ist; dass Sklaverei, die Unterordnung unter die überlegene Rasse, sein natürlicher und normaler Zustand ist. Diese, unsere neue Regierung, ist die erste in der Geschichte der Welt, die auf dieser großen physischen, philosophischen und moralischen Wahrheit beruht.“

## Weiteres
Stephens war auf der Währung der Konföderierten Staaten (CSA $20.00 Banknote) abgebildet. Die Countys Stephens County (Georgia) und Stephens County (Texas) sind nach ihm benannt.
Im Film Lincoln von 2012 wird er von Jackie Earle Haley gespielt.

## Werke
- Constitutional View of the Late War Between States: Its Causes ISBN 0-527-86350-5.